# Erwin Lawaty
Erwin Lawaty (ur. 28 maja 1913 w Dąbrowie k. Łodzi, zm. 6 grudnia 2008) – polski duchowny adwentystyczny, wieloletni pastor Kościoła Adwentystów Dnia Siódmego, w tym także duszpasterz adwentystycznego zboru warszawskiego.

## Życiorys
Jego ojciec był katolikiem, natomiast matka wywodziła się z rodziny ewangelickiej, jednak w 1912 przyjęła chrzest wiary łódzkim zborze adwentystycznym, stając się członkiem wspólnoty adwentystów. Lawaty przyjął chrzest w zborze adwentystycznym w Łodzi w 1930 po skończeniu gimnazjum i zdaniu egzaminu maturalnego. Tego samego roku rozpoczął naukę w Adwentystycznym Seminarium Duchownym w Bielsku-Białej, które ukończył trzy lata później. Podczas nauki seminaryjnej poznał swą przyszłą żonę – Elfridę Czembor, z którą zawarł związek małżeński 5 października 1938 w Katowicach.
W 1933 został powołany na stanowisko skarbnika diecezji południowej (wówczas zwanej zjednoczeniem południowym). W latach 1937–1939 pracował w adwentystycznym wydawnictwie – Polski Dom Nakładowy. Podczas II wojny światowej służył jako pastor zboru warszawskiego oraz sekretarz Kościoła w Generalnym Gubernatorstwie. W 1944 został przeniesiony do zjednoczenia (diecezji) sudeckiego na ziemie czeskie.
Po powrocie do Polski początkowo pracował w województwie katowickim na stanowisku księgowego w spółdzielni spożywców. Wkrótce objął nowe stanowiska duszpasterskie w kolejnych zborach: Bytom, Gdańsk i Gdynia. W latach 1960–1969 wykładał przedmioty biblijne w adwentystycznym seminarium duchownym w Podkowie Leśnej, jednocześnie w latach 1966–1969 będąc dyrektorem seminarium. Studia teologiczne ukończył na Chrześcijańskiej Akademii Teologicznej w Warszawie.
W 1969 wyjechał do Stanów Zjednoczonych. W 1972 sprowadził się do Niemiec, gdzie pozostał do końca życia. Służył jako pastor-senior w Getyndze i Altensteig.
Miał trzech synów: Ernesta, Edwarda i Andrzeja.